# Motín de las Islas Cocos
El Motín de las Islas Cocos (en inglés: Cocos Islands Mutiny) fue un motín fallido de soldados nativos de Ceilán (actual Sri Lanka) contra los oficiales británicos, en las Islas Cocos ( Keeling) el 8 de mayo de 1942, durante la Segunda Guerra Mundial.
Los amotinados pretendieron tomar el control de las islas y desactivar la guarnición británica. Se alegó que los amotinados también planeaban transferir las islas al Imperio del Japón. Sin embargo, el motín fue derrotado después de que los rebeldes no lograron hacerse con el control de las islas. Muchos amotinados fueron castigados, y fueron ejecutados los tres cabecillas; fueron, según se dice, los únicos militares de la Mancomunidad Británica en ser ejecutados por un motín durante la Segunda Guerra Mundial.